# Гола нощ
„Гола нощ“ (на японски: ヌードの夜) е японски филм от 1993 година, криминален трилър на режисьора Такаши Ишии по негов собствен сценарий.
В центъра на сюжета е мъж, нает като шофьор от непозната жена, която изчезва, оставяйки го като заподозрян в извършено от нея убийство на любовника ѝ от якудза, след което той започва да я издирва, за да ѝ върне трупа на убития. Главните роли се изпълняват от Наото Такенака, Кимико Йо, Джинпачи Незу, Кипей Шиина.